# Primera División 1965-1966 (Spagna)
La Primera División 1965-1966 è stata la 35ª edizione della massima serie del campionato spagnolo di calcio, disputata tra il 4 settembre 1965 e il 3 aprile 1966 e concluso con la vittoria dell'Atlético Madrid, al suo quinto titolo.
Capocannoniere del torneo è stato Luciano Sánchez (Elche) con 19 reti.

## Classifica finale
|       | Pos. | Squadra         | Pt | G  | V  | N  | P  | GF | GS | DR  |
| ----- | ---- | --------------- | -- | -- | -- | -- | -- | -- | -- | --- |
|       | 1.   | Atlético Madrid | 44 | 30 | 18 | 8  | 4  | 54 | 20 | +34 |
| [ 2 ] | 2.   | Real Madrid     | 43 | 30 | 19 | 5  | 6  | 53 | 30 | +23 |
|       | 3.   | Barcellona      | 38 | 30 | 16 | 6  | 8  | 51 | 27 | +24 |
| [ 3 ] | 4.   | Real Saragozza  | 36 | 30 | 14 | 8  | 8  | 47 | 29 | +18 |
|       | 5.   | Athletic Bilbao | 34 | 30 | 14 | 6  | 10 | 43 | 32 | +11 |
|       | 6.   | Elche           | 32 | 30 | 12 | 8  | 10 | 36 | 37 | -1  |
|       | 7.   | Pontevedra      | 31 | 30 | 13 | 5  | 12 | 31 | 34 | -3  |
|       | 8.   | Siviglia        | 27 | 30 | 9  | 9  | 12 | 27 | 38 | -11 |
|       | 9.   | Valencia        | 27 | 30 | 11 | 5  | 14 | 40 | 35 | +5  |
|       | 10.  | Las Palmas      | 26 | 30 | 9  | 8  | 13 | 32 | 39 | -7  |
|       | 11.  | Córdoba         | 25 | 30 | 10 | 5  | 15 | 34 | 42 | -8  |
|       | 12.  | Español         | 24 | 30 | 7  | 10 | 13 | 31 | 48 | -17 |
|       | 13.  | Malaga          | 24 | 30 | 8  | 8  | 14 | 24 | 37 | -13 |
|       | 14.  | Sabadell        | 23 | 30 | 10 | 3  | 17 | 30 | 46 | -16 |
|       | 15.  | Maiorca         | 23 | 30 | 9  | 5  | 16 | 40 | 55 | -15 |
|       | 16.  | Real Betis      | 23 | 30 | 7  | 9  | 14 | 36 | 60 | -24 |

Legenda:
      Campione di Spagna e qualificato in Coppa dei Campioni 1966-1967
      Qualificato in Coppa dei Campioni 1966-1967
      Qualificato in Coppa delle Coppe 1966-1967
      Invitate alla Coppa delle Fiere 1966-1967
  Partecipa agli spareggi interdivisionali.
      Retrocesse in Segunda División 1966-1967
Regolamento:
Due punti a vittoria, uno a pareggio, zero a sconfitta.
In caso di arrivo di due o più squadre a pari punti, la graduatoria verrà stilata secondo la classifica avulsa tra le squadre interessate che prevede, in ordine, i seguenti criteri:
- Punti negli scontri diretti.
- Differenza reti negli scontri diretti.
- Differenza reti generale.
- Reti realizzate in generale.

## Spareggi

### Spareggi interdivisionali
Agli spareggi interdivisionali si scontravano la 13ª e 14ª classificata in Primera División con le seconde classificate dei due gironi di Segunda División. Le squadre vincenti dei due incontri avevano diritto a partecipare alla stagione successiva di Primera División.
|            | Risultati |            | Luogo e data             |
| ---------- | --------- | ---------- | ------------------------ |
| Sabadell   | 2-0       | Celta Vigo | Sabadell, 22 maggio 1966 |
| Celta Vigo | 0-0       | Sabadell   | Vigo, 29 maggio 1966     |
|            |           |            |                          |
| Granada    | 2-1       | Malaga     | Granada, 15 maggio 1966  |
| Malaga     | 1-1       | Granada    | Malaga, 22 maggio 1966   |
|            |           |            |                          |

## Statistiche

### Squadre

#### Capoliste solitarie
|    | —— | —— | —— | —— | —— | —— | —— | ——  | ——  | ——  | ——  | ——  | ——              | ——              | ——              | ——              | ——              | ——  | ——  | ——          | ——          | ——          | ——          | ——          | ——          | ——          | ——          | ——  | ——  | —— |  |
|    |    |    |    |    |    |    |    | AtM | AtM |     |     |     | Atlético Madrid | Atlético Madrid | Atlético Madrid | Atlético Madrid | Atlético Madrid |     |     | Real Madrid | Real Madrid | Real Madrid | Real Madrid | Real Madrid | Real Madrid | Real Madrid | Real Madrid | AtM | AtM |    |  |
|    |    |    |    |    |    |    |    |     |     |     |     |     |                 |                 |                 |                 |                 |     |     |             |             |             |             |             |             |             |             |     |     |    |  |
|    |    |    |    |    |    |    |    |     |     |     |     |     |                 |                 |                 |                 |                 |     |     |             |             |             |             |             |             |             |             |     |     |    |  |
| 1ª | 2ª | 3ª | 4ª | 5ª | 6ª | 7ª | 8ª | 9ª  | 10ª | 11ª | 12ª | 13ª | 14ª             | 15ª             | 16ª             | 17ª             | 18ª             | 19ª | 20ª | 21ª         | 22ª         | 23ª         | 24ª         | 25ª         | 26ª         | 27ª         | 28ª         | 29ª | 30ª |    |  |

### Individuali

#### Classifica marcatori
| Gol |  |  | Giocatore              | Squadra         |
| --- |  |  | ---------------------- | --------------- |
| 19  |  |  | Luciano Sánchez        | Elche           |
| 18  |  |  | Luis Aragonés          | Atlético Madrid |
| 14  |  |  | Nemesio Martín Montijo | Pontevedra      |
| 14  |  |  | Javier Ormaza          | Athletic Bilbao |
| 13  |  |  | Danny Bergara          | Maiorca         |